# ۲۰ مرداد
۲۰ مرداد/اسد صد و چهل و چهارمین روز سال در گاه‌شماری خورشیدی است. به پایان سال ۲۲۱ روز (۲۲۲ روز در سال کبیسه) باقی‌است.

## رویدادها
- ۱۳۰۱ - پایان نبرد شکریازی
- ۱۳۸۰ - سیل ۱۳۸۰ گلستان
- ۱۳۸۵ - حادثه ۲۰ مرداد ۱۳۸۵ سقوط هلیکوپتر کاموف-۵۰
- ۱۳۸۸ - حادثه ۲۰ مرداد ۱۳۸۸ فروند فوکر ۱۰۰ پرواز شماره ۷۲۹ هواپیمایی آسمان

## زادروزها
- ۱۲۹۸ - عباس زریاب خویی، مورخ
- ۱۳۰۲ - عباس کاتوزیان، نقاش
- ۱۳۰۲ - علی‌اکبر کنی‌پور، شاعر
- ۱۳۰۶ - ایرن زازیانس، بازیگر
- ۱۳۱۰ - ادمان آیوازیان، معمار
- ۱۳۱۱ - هوشنگ حریرچیان، بازیگر
- ۱۳۳۲ - امین تارخ، بازیگر
- ۱۳۳۶ - مهرانه مهین‌ترابی، بازیگر
- ۱۳۶۳ - مرتضی پاشایی، خواننده
- ۱۳۷۲ - علیرضا جهانبخش، فوتبالیست
- ۱۳۷۳ - سارا عبدالملکی، بازیکن راگبی
- ۱۳۷۸ - سینا شاه‌عباسی، فوتبالیست
- ۱۳۸۳ - محمد داستان‌خواه، از کشته‌شدگان اعتراضات آبان ۱۳۹۸ ایران

## درگذشت‌ها
- ۱۳۵۳ - محمدصادق فاتح، کارآفرین
- ۱۴۰۱ - مسعود اسداللهی، کارگردان
- ۱۴۰۲ - کورش صفوی، زبان‌شناس